# Mélanie la Jeune
Pour les articles homonymes, voir Mélanie.
Mélanie la Jeune est une sainte chrétienne née en 383 ; son prénom était Valeria Melania. Elle fait partie des Mères du désert comme sa grand-mère Mélanie l'Ancienne.

## Hagiographie
Originaires d'Espagne, ses parents, Valerius Poplicola (ou Publicola) et sa femme Ceionia Albina, souhaitent la voir mariée dès l'âge de 14 ans avec son cousin Pinien (en) (Valerius Pinianus), un riche patricien, alors que Mélanie désire suivre la vie monastique comme sa grand-mère paternelle Mélanie l'Ancienne. Cependant elle accepte et le couple donne naissance à deux enfants, morts en bas âge. Mélanie continue de vivre avec son mari dans la chasteté, la dévotion aux pauvres et l'aide aux malades.
Après avoir fait un rêve (le franchissement d'un mur élevé permettant de passer une porte étroite ayant accès au Royaume des cieux), Mélanie et son mari vendent leurs biens. Leurs immenses propriétés s'étendent de la Bretagne à l'Hispanie, de la Maurétanie romaine à la Sicile. La vente se fait au profit de nombreux monastères et églises et Mélanie affranchit en plus ses huit mille esclaves (trois pièces d'or leur auraient été données à chacun). Cela se fait malgré les désaccords de nombreux membres de leur famille et de politiciens pour ne pas compromettre l'économie de l'État.
Mélanie et Pinien fuient en 410, lors de l'invasion des Goths d'Alaric Ier. Ils sont accompagnés d'Albina, sa mère. Ils parviennent en Italie du nord, puis partent en Sicile avec soixante vierges et trente moines, pour finir par s'établir à Tagaste, en Afrique. Là, ils vivent en « véritables serviteurs du Christ ».
Mélanie et sa famille restent environ sept ans en Afrique. Forts de leur dévouement au christianisme, ils partent pour la Terre sainte où elle rencontre saint Cyrille de Jérusalem.
En 417, Ils arrivent donc à Jérusalem où sa grand-mère avait déjà vécu. Ils continuent à distribuer l'or qui leur restait au bénéfice des indigents, puis ils passent leurs journées dans la pauvreté et la prière. Après un bref séjour en Égypte, où les saints rendent visite à de nombreux Pères du désert, Mélanie décide de se retirer dans une cellule du mont des Oliviers en ne voyant son mari qu'occasionnellement.
C'est en 431 que meurt sa mère Albina, puis son mari Pinien l'année suivante. Tous deux sont enterrés près de la grotte dite du Pater où le Christ avait prédit la fin de Jérusalem. À la suite de la mort de ses proches, elle établit un sanctuaire puis fonde un monastère près de l'église de l'Ascension, l'un et l'autre au mont des Oliviers.
En 436, elle se rend à Constantinople, au chevet de son riche oncle Volusien, qui fort malade accepte le baptême malgré ses convictions païennes. Au vu de la situation politique, Mélanie le convertit.
L'Impératrice Eudocie, en pèlerinage en 437, lui demande conseil pour de nombreux dons aux églises et monastères.
Et c'est en 439, lors de la fête de la Nativité, qu'elle tombe malade, et après avoir rassemblé ses supérieurs pour ses dernières recommandations, elle meurt quelques jours plus tard le 31 décembre,.

## Mémoire
Son monastère est entré dans le lectionnaire de Jérusalem comme station liturgique. Il sera détruit vers 614 lors des invasions perses.
Le moine Gerontius, son biographe, écrivit sa vie en grec. On trouve aussi des éléments biographiques dans l'Histoire lausiaque de Pallade de Galatie et la Vie de Pierre l'Ibère.
La municipalité de Sainte-Mélanie au Canada est nommée en son honneur.

## Fête liturgique
Sainte Mélanie la Jeune est fêtée le 31 décembre.

## Sources
- Vie de sainte Mélanie, trad. de D. Gorce, Sources chrétiennes, 90.
- Tous les Saints du Calendrier, de Jacques Chabannes, Librairie académique Perrin, 1970.